# Братя Миладинови (1927)
„Братя Миладинови“ е български вестник, орган на Македонската младежка организация „Братя Миладинови“ във Варна.
Печата се в печатница „Единство“. Излизат 1 брой. Вестникът стои на националистически позиции.